# Håkan Envall
Håkan Envall, född 16 maj 1946, är en svensk jurist som var lagman i Södertälje tingsrätt från 1999 till 2007.
Envall utsågs till rådman i Huddinge tingsrätt 29 november 1984 efter att från 1983 innehaft ett långtidsvikariat för tjänsten.. Den 31 mars 1999 utnämndes han till lagman i Södertälje tingsrätt efter att då blivit hovrättsråd.